# 反应停事件

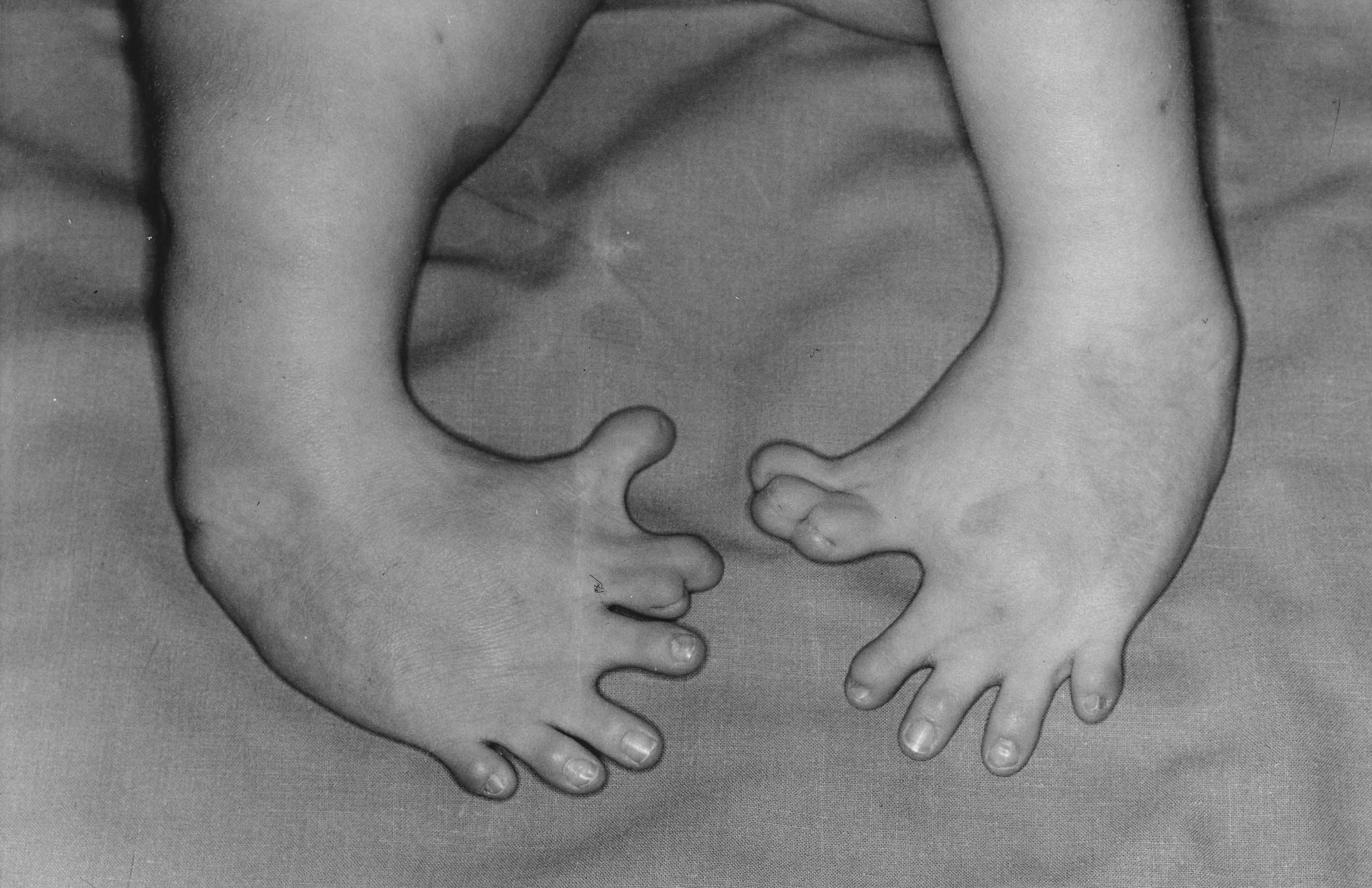
懷孕期間服用沙利度胺的母親所生嬰兒

反应停事件，又稱沙利度胺醜聞（英語：Thalidomide Scandal）始于1950年代。20世紀50年代末和60年代初，46個國家的孕妇服用止吐藥“反应停”（沙利竇邁），導致「有史以來最大的人為醫療災難」，在全世界共产下了约1.2万名海豹肢症畸形儿，以及數千次流产。1961年11月起，“反应停”陆续在各国被强制撤回。
德國藥廠格蘭泰（Grünenthal GmbH）的产品沙利竇邁投入使用后不久，在欧洲、澳大利亚、加拿大和日本等国导致不少新生儿先天四肢残缺。在美国，由于食品藥物管理局（FDA）的药品审查员弗朗西斯·奥尔德姆·凯尔西博士阻止该药品上市，类似的灾难没有在美国上演。由格兰泰公司的沙利竇邁造成的海豹肢症（Phocomelia）畸形胎儿，历史上将这一事件称为反应停事件。格兰泰公司随后发现，这种药品对新生儿的危害不仅是四肢，可能导致眼睛、耳朵、心脏和生殖器官等方面缺陷。1961年，这种药品不再允许销售，但格兰泰公司始终拒绝承担责任。直至2012年，格兰泰公司首席执行官哈拉尔德·斯托克（Harald F. Stock）发表演講，50年来首次就药品沙利竇邁致新生儿先天畸形道歉。
2023年11月13日，澳洲政府宣佈，他們將透過揭幕的國家紀念館，向受沙利度胺影響的人正式道歉，總理安東尼·阿爾巴尼斯將「沙利度胺悲劇」形容為澳大利亞歷史上的「黑暗篇章」，衛生部長馬克·巴特勒表示：「雖然我們無法改變過去或結束身體痛苦，但我希望這些承認和道歉的重要後續步驟將有助於治癒一些情感創傷。」